# Seven Waves
Seven Waves — глибоководне будівельне та трубоукладальне судно, споруджене у 2014 році на замовлення компанії Subsea 7.

## Характеристики
Судно спорудила нідерландська компанія IHC Offshore & Marine на своїй верфі IHC Merwede у Krimpen aan den Ijssel (східна частина роттердамської агломерації). Осінню 2013-го він прибув до Східаму (західна сторона тієї ж агломерації), два плавучі крани Matador 3 і Matador 2 змонтували його трубоукладальну вежу вагою 1550 тонн.
Seven Waves здатне провадити будівельні роботи та укладання гнучких труб діаметрами від 100 до 630 мм на глибинах до 2500 метрів. Воно обладнане краном вантажністю 400 тонн та трубоукладальною вежею з показником 550 тонн. Його робоча палуба площею 1200 м2 розрахована на максимальне навантаження 5 т/м2, а в окремих місцях — до 10 т/м2. Гнучкі труби розміщуються під палубою на двох каруселях місткістю 2500 та 1500 тонн.
Судно має два дистанційно керовані підводні апарати (ROV) типу Hercules, здатні виконувати завдання на глибинах до 3000 метрів.
Пересування до місця виконання робіт здійснюється із операційною швидкістю 13 вузлів. Точність встановлення на позицію забезпечується системою динамічного позиціювання DP2, а силова установка складається з шести двигунів Wartsila потужністю по 3,84 МВт.
На борту наявні каюти для 120 осіб. Доставка персоналу та вантажів може здійснюватись з використанням гелікоптерного майданчика судна діаметром 22,2 метра, який розрахований на прийом машин типу Sikorsky S92 або Super Puma з вагою до 12,8 тонн.

## Завдання судна

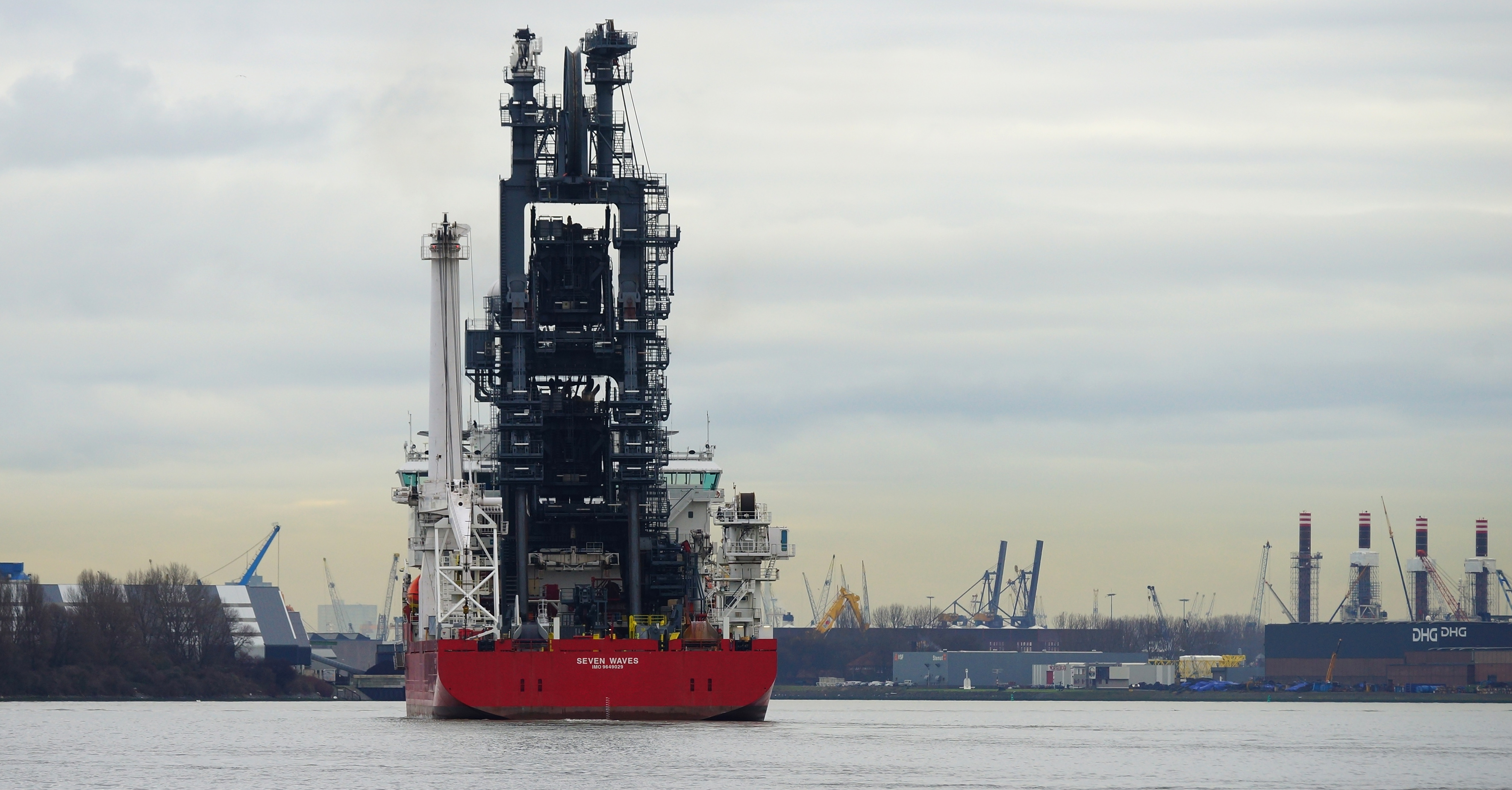
Січень 2016, судно прибуло до Східаму для ремонту

Одразу після спорудження судно законтрактували на п'ять років для робіт біля узбережжя Бразилії на замовлення компанії Petrobras, яка провадила активне освоєння численних нафтових родовищ.
У січні 2016-го Seven Waves був вимушений відплисти до Нідерландів для ремонту через пожежу на своїй трубоукладальній вежі. Цей процес затягнувся до 2017 року.
Влітку 2017-го Subsea 7 та Petrobras подовжили контракт до другого кварталу 2021 року.